# Violette du Teide
Viola cheiranthifolia
Espèce
Synonymes
- Mnemion cheiranthifolium Webb & Berthel.[2]

La Violette du Teide, Viola cheiranthifolia, est une espèce de plantes à fleurs du genre Viola et de la famille des Violacées. C'est plante herbacée endémique des pentes de Teide et de sa caldeira, survivant à des altitudes allant de 2 400 à 3 600 m. Elle n'est visible qu'au printemps pendant environ 3 semaines.